# ナージャの村
『ナージャの村』（なーじゃのむら）は、1997年11月22日公開の日本映画。

## スタッフ
- 企画・監督：本橋成一
- 撮影：一之瀬正史
- 録音：菊池信之
- 編集：佐藤真
- 製作：神谷さだ子
- 音楽：小室等
- 語り：小沢昭一

## DVDリリース・派生作品
- 1997年、ポレポレタイムス社よりビデオ版が発売。
- 1997年、ポレポレタイムス社よりDVD版が発売。
- 1999年、日本コロムビア株式会社より、映画「ナージャの村」サウンドトラックCD発売。音楽は小室等による。
- 2011年8月27日、ポレポレタイムス社より「ナージャの村」と「アレクセイと泉」の2作品をひとつしたツインパックが発売。

## 作品の評価

### 受賞歴
- エコメディア（ドイツフライブルグ国際環境映画祭）グランプリ
- 第18回ハワイ国際映画祭ドキュメンタリー部門 グランプリ
- 台湾国際ドキュメンタリー映画祭アジア映画連盟特別賞
- トルコ国際環境映画祭批評家賞
- 平成9年第8回文化庁優秀映画作品賞（得票数第四位）
- 第6回1997年度日本映画撮影監督協会JSC賞本賞